# Nusaybin (stad)
Nusaybin (Aramees: ܢܨܝܒܝܢ, Niṣībīn) in de oudheid ook bekend als Nisibis en Antiochia Mygdonia  is een stad in  in Turkije gelegen in het zuiden van de Aramese regio Tur Abdin. De stad maakt met 89.167 inwoners deel uit van de provincie Mardin en is het administratieve centrum van het gelijknamige Nusaybin district. De huidige stad ligt tegen de grens met Syrië aan nabij Qamishli.

## Geschiedenis
Nusaybin werd voor het eerst in 901 voor Christus benoemd als Nasibina als een Aramees koninkrijk. Nusaybin was een lange tijd de bisschopszetel van een belangrijke tak van de Kerk van het Oosten. Kort nadat de christenvervolgingen in 311 door Galerius werden gestopt, begon Jacob van Nisibis aan de bouw van zijn kerk. Dit kerkgebouw, thans bekend als de Kerk van Sint-Jacob van Nisibis, was klaar in 320 en is het enige monument uit de late-oudheid in Nisibis. In het jaar 326 werd door Jacob de School van Nisibis gesticht, een instelling voor hoger onderwijs in theologie, filosofie en geneeskunde. Efrem de Syriër (geboren 306) was de belangrijkste leerling van Jacob.
Nisibis was in de late-oudheid een grensplaats van het Romeinse Rijk en maakte deel uit van de Limes Arabicus. In 363 werd de stad door de Perzen veroverd.
De bisschop van Nisibis werd in 410 tijdens de Eerste Algemene Synode van de Kerk van het Oosten als metropoliet erkend.
Nadat de Byzantijnen in 489 de School van Edessa sloten, verhuisden vele geleerden van Edessa naar Nisibis, wat aan de Perzische kant van de grens lag.

### Moderne geschiedenis
Sinds de 18e eeuw is de titel van aartsbisschop van Nisibis een eretitel van de Rooms-Katholieke kerk.
De moellah die het oproep tot gebed aankondigde vanaf het dak van de moskee, riep niet het gebruikelijke oproep tot gebed uit in het klassiek Arabisch, maar in het Koerdisch: geli musilmano, firmana filliha-ya, wat betekent: "O moslims, het decreet van de christenen staat op het punt te gebeuren". Hiermee zette hij de moslims aan tot de uitroeiing van de christenen.
In juni 1915, tijdens de Aramese Genocide, begon de arrestatie van christenen uit Nusaybin (ongeveer 400 families) en de omliggende dorpen. Na een korte vrijlating door een Turkse officier werden zij opnieuw gevangengezet en vervolgens vermoord in een steengroeve nabij de stad. Eerst werden enkele Armeniërs vermoord, later volgde de moord op de Arameeërs, voornamelijk behorend tot de Syrisch-Orthodoxe Kerk. Ongeveer dertig jonge Arameeërs wisten te ontsnappen naar de bergen. Sommige christenen uit de omliggende dorpen werden beschermd door Mohammed, de leider van de Tai-stam, en zijn bondgenoot Hammo Sharo.
De Syrisch-Orthodoxe priester Stefanos werd gemarteld en gedood. Hij was door soldaten op pad gestuurd om een boodschap over te brengen dat de Arameeërs veilig zouden zijn onder bescherming van de regering. Tijdens deze missie werd hij gevangengenomen, zijn handen en voeten werden afgehakt, en uiteindelijk werd hij onthoofd.
De bevelhebber Qaddur verzamelde alle vrouwen en kinderen en sloot hen op in de Mor Yakub-kerk. Vervolgens werden de vrouwen naar een plaats genaamd Kharabe Kurt geleid en vermoord, nadat de jongere vrouwen waren geselecteerd. De kinderen werden vastgebonden en door paarden vertrapt op een veld buiten de stad.
Op 16 augustus 1915 werden de Syrisch-Orthodoxe notabelen, onder wie de bisschop, buiten de stad vermoord. De Franse missionaris en katholieke priester Hyacinthe Simon beschreef het als een "massamoord op alle christenen", waarbij meer dan 800 mensen omkwamen. Volgens ooggetuigen overleefden slechts enkelen van de christenen uit Nusaybin door naar het gebergte van Sinjar te vluchten.